# Kernkraftwerk Fukushima Daiichi
 Fukushima Daiichi, Fukushima Dai-ichi oder Fukushima I [ɸɯ̥ˈkɯɕima] (jap. 福島第一原子力発電所 Fukushima Dai-ichi Genshiryoku Hatsudensho Ausspracheⓘ ‚Kernkraftwerk Fukushima Nr. 1‘) war mit sechs Reaktorblöcken und bis zu 4,5 Gigawatt elektrischer Nettoleistung eines der leistungsstärksten Kernkraftwerke in Japan. Es befindet sich unmittelbar am Pazifik in der Präfektur Fukushima, 250 Kilometer nordöstlich von Tokio und 62 Kilometer südöstlich der Stadt Fukushima. Die Reaktorblöcke 1 bis 4 liegen auf dem Gebiet der Ortschaft Ōkuma, Block 5 und 6 auf dem Gebiet des nördlich anschließenden Futaba.
Fukushima Daiichi wurde ab 1971 in Betrieb genommen und ist damit das älteste Kernkraftwerk der ehemals staatlichen Tōkyō Denryoku (Tokyo Electric Power Company – TEPCO), die auch das zwölf Kilometer südlich gelegene Kernkraftwerk Fukushima Daini (Fukushima II) betreibt.
Das extrem starke Erdbeben im März 2011 mit nachfolgendem gewaltigen Tsunami führte zu Ausfällen an Sicherheitssystemen und irreparablen Schäden an den Reaktorblöcken 1 bis 4 mit Kernschmelze und Freisetzung radioaktiver Stoffe. Die japanische Regierung beschloss daraufhin, dass das Kraftwerk mit den 4 Blöcken  bis spätestens 2040 rückgebaut werden soll. Die Reaktorblöcke 5 und 6 waren zum Zeitpunkt des Erdbebens und Tsunamis wegen Wartungsarbeiten abgeschaltet und blieben weitgehend unbeschädigt. Sie wurden jedoch nicht mehr in Betrieb genommen und am 17. Dezember 2013 endgültig stillgelegt.

## Bauweise

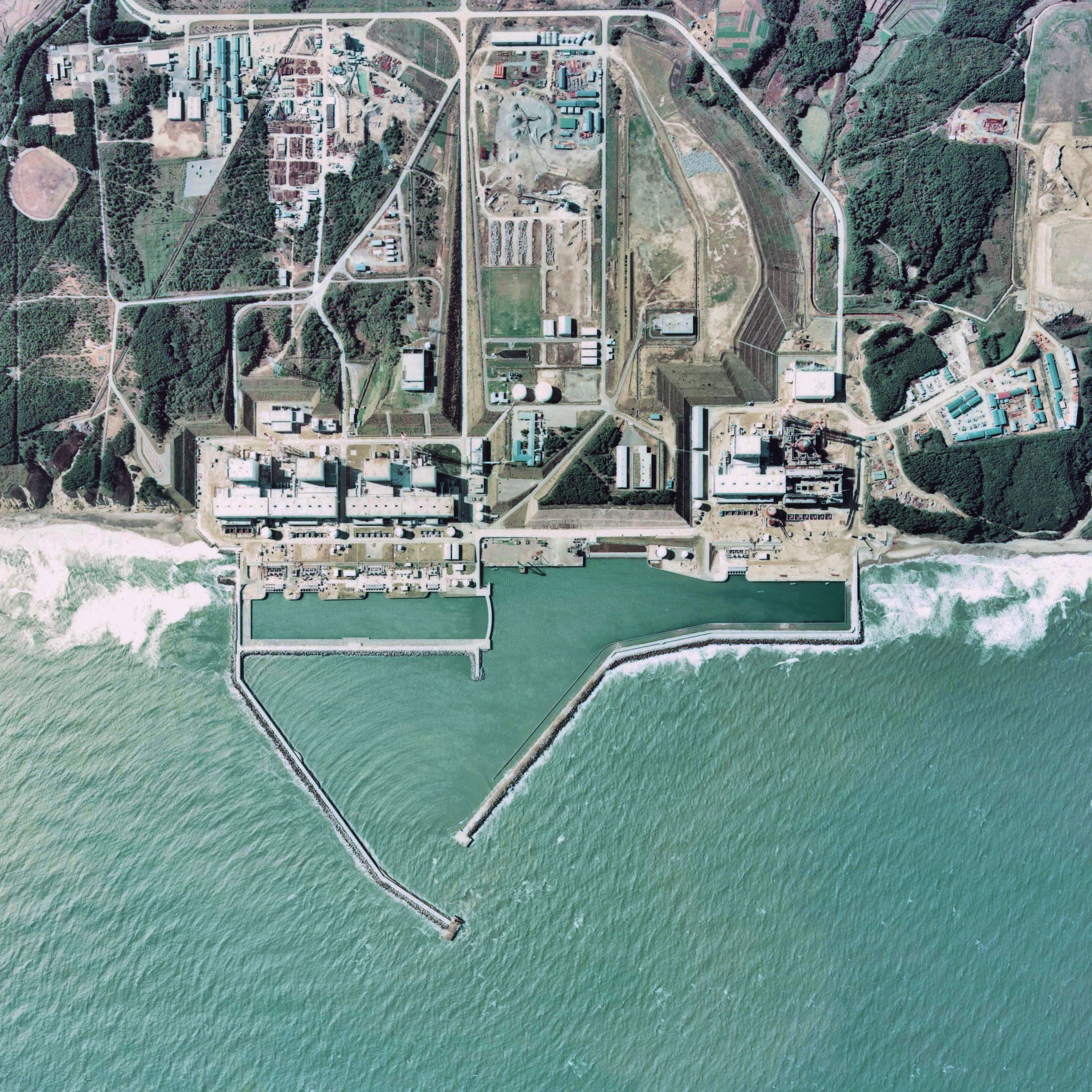
Luftaufnahme von 1975, Reaktorblöcke 4 bis 1 (v. l. n. r.) links im Bild, Block 5 rechts, daneben Block 6 im Bau

Jeder der sechs Kraftwerksblöcke basiert auf einem Siedewasserreaktor der von General Electric entworfenen Baureihen BWR/3 bis BWR/5. Block 4 wurde von Hitachi gebaut, die übrigen von General Electric und/oder Toshiba. Die Reaktorkerne der Blöcke 1–5 befinden sich in einem als Mark I bezeichneten Sicherheitsbehälter (Containment) der ersten Generation von General Electric, und dieser wiederum zusammen mit anderen Systemen im Reaktorgebäude; meerseitig schließt sich jeweils ein Gebäude mit den Turbinen zur Stromerzeugung an. In Block 6 kam ein weiterentwickelter Sicherheitsbehälter des Typs Mark II zum Einsatz. Der Bau von zwei zusätzlichen fortgeschrittenen Siedewasserreaktoren kam über die Planung nicht hinaus.
Das Reaktorgebäude eines Blocks besteht großteils aus einer Betonkonstruktion, die den Reaktorkern und den Sicherheitsbehälter umhüllt (siehe Abbildung im Abschnitt „Lagerung von Brennelementen“). Die Betonwände dienen primär der Abschirmung von Gamma-Strahlung (biologischer Schild) sowie dem Schutz der inneren Installationen vor äußeren mechanischen Einflüssen. Im oberen Bereich der Betonkonstruktion befinden sich unter anderem ein Abklingbecken für verbrauchte Brennelemente und ein Lagerbecken für neue Brennelemente. Ein Verladeschacht führt nach unten ins Erdgeschoss.
Der obere Teil des Gebäudes ist eine Stahlkonstruktion. Hier befindet sich ein Arbeitsbereich (refueling floor) mit einem Verladekran zum Befüllen des Reaktorkerns mit Brennelementen. Betonkonstruktion und Stahlhülle bilden den zweiten Sicherheitsbehälter (secondary containment).
Die Anlage bezieht ihr Kühlwasser aus dem Meer und hat insgesamt eine Fläche von etwa 3,5 km². Die Blöcke 1/2, 3/4 und 5/6 bilden jeweils eine bauliche Einheit. Ab dem 21. August 2010 waren in Block 3 neben 516 Uran-Brennelementen auch 32 MOX-Brennelemente mit einer Mischung aus Uranoxid und Plutoniumoxid im Einsatz.
Auf dem Gelände befinden sich unter anderem auch mehrere Lager für radioaktive Abfälle, ein Verwaltungsgebäude, verschiedene Einrichtungen zur Umweltüberwachung und ein Sportplatz.

## Daten der Reaktorblöcke
Das Kernkraftwerk Fukushima Daiichi hat sechs Blöcke:
| Reaktorblock        | Reaktordetails             | Reaktordetails             | Leistung [MW] | Leistung [MW] | Leistung [MW] | Baubeginn     | Netz- synchronisation | kommerzieller Betrieb               | Anmerkungen                                                                  |
| Reaktorblock        | Typ / Modell               | Hersteller                 | netto         | brutto        | thermisch     | Baubeginn     | Netz- synchronisation | kommerzieller Betrieb               | Anmerkungen                                                                  |
| ------------------- | -------------------------- | -------------------------- | ------------- | ------------- | ------------- | ------------- | --------------------- | ----------------------------------- | ---------------------------------------------------------------------------- |
| Fukushima-Daiichi-1 | Siedewasserreaktor (BWR-3) | General Electric           | 439 MWe       | 460 MWe       | 1380 MWt      | 28. Juli 1967 | 17. Nov. 1970         | 26. März 1971 bis 19. März 2011     | beschädigt am 11. März 2011 (f1)                                             |
| Fukushima-Daiichi-2 | Siedewasserreaktor (BWR-4) | General Electric / Toshiba | 760 MWe       | 784 MWe       | 2381 MWt      | 9. Juni 1969  | 24. Dez. 1973         | 18. Juli 1974 bis 19. März 2011     | beschädigt am 11. März 2011                                                  |
| Fukushima-Daiichi-3 | Siedewasserreaktor (BWR-4) | Toshiba                    | 760 MWe       | 784 MWe       | 2381 MWt      | 28. Dez. 1970 | 26. Okt. 1974         | 27. März 1976 bis 19. März 2011     | beschädigt am 11. März 2011                                                  |
| Fukushima-Daiichi-4 | Siedewasserreaktor (BWR-4) | Hitachi                    | 760 MWe       | 784 MWe       | 2381 MWt      | 12. Feb. 1973 | 24. Feb. 1978         | 12. Okt. 1978 bis 19. März 2011     | ab 30. November 2010 für Revision außer Betrieb; beschädigt am 11. März 2011 |
| Fukushima-Daiichi-5 | Siedewasserreaktor (BWR-4) | Toshiba                    | 760 MWe       | 784 MWe       | 2381 MWt      | 22. Mai 1972  | 22. Sep. 1977         | 18. Apr. 1978 bis 17. Dezember 2013 | ab 11. März 2011 im Langzeitstillstand (f2)                                  |
| Fukushima-Daiichi-6 | Siedewasserreaktor (BWR-5) | General Electric           | 1067 MWe      | 1100 MWe      | 3293 MWt      | 26. Okt. 1973 | 4. Mai 1979           | 24. Okt. 1979 bis 17. Dezember 2013 | ab 11. März 2011 im Langzeitstillstand (f2)                                  |
| Fukushima-Daiichi-7 | ABWR                       | Toshiba                    | 1339 MWe      | 1380 MWe      |               |               |                       | 1. Okt. 2014                        | aufgegeben im April 2011 (f3)                                                |
| Fukushima-Daiichi-8 | ABWR                       | Toshiba                    | 1339 MWe      | 1380 MWe      |               |               |                       | 1. Okt. 2015                        | aufgegeben im April 2011 (f3)                                                |

 Am 18. Dezember 2013 beantragte Tepco die Stilllegung der Blöcke 5 und 6 zum 31. Januar 2014.

## Lagerung von Brennelementen

Aufbau eines Reaktorgebäudes mit Mark-I-Sicherheitsbehälter, Abklingbecken blau dargestellt

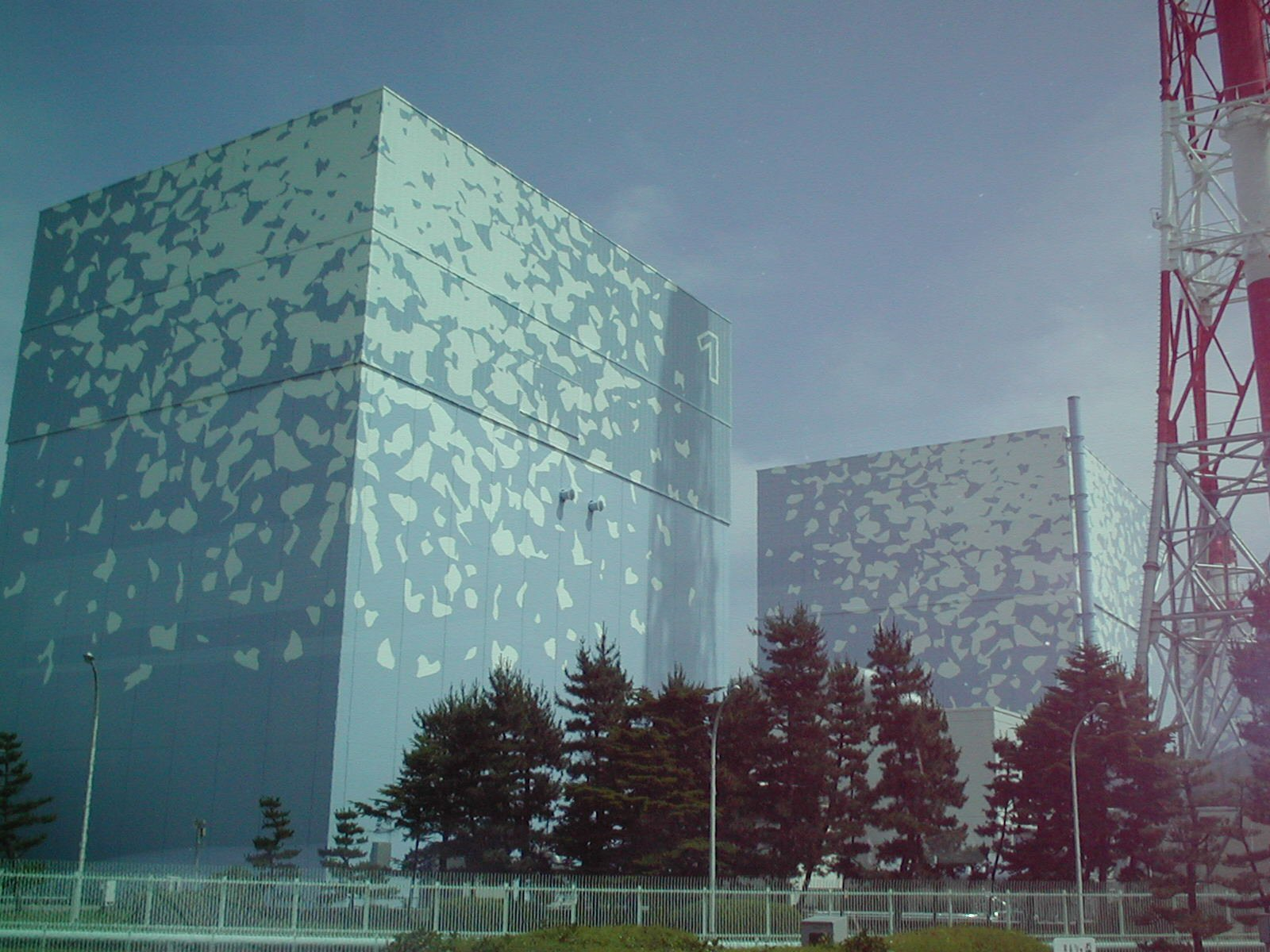
An der Hülle von Reaktorblock 1 ist die Grenze zwischen Beton- und aufgesetzter (zweiteiliger) Stahlkonstruktion zu erkennen.

Innerhalb der Anlage existieren sieben Abklingbecken zur Zwischenlagerung verbrauchter (abgebrannter) Brennelemente. Je eines dieser Becken befindet sich im zweiten bis dritten Obergeschoss des jeweiligen Reaktorgebäudes; sie sind weder durch den primären Sicherheitsbehälter noch durch die Betonhülle des sekundären Sicherheitsbehälters geschützt. Ihre Gesamtkapazität beläuft sich auf 8.310 Brennelemente. Daneben enthält jedes Reaktorgebäude auch ein Lagerbecken für neue Brennelemente. Zudem gibt es seit 1997 direkt neben Reaktorblock 3 und 4 ein separates Abklingbecken für maximal 6.840 Brennelemente. Außerdem können seit 1995 bis zu 900 weitere Elemente in speziellen Behältern trocken gelagert werden.
Nach Angaben des Betreibers waren die sechs Abklingbecken der Reaktorblöcke im März 2010 zu 41 % genutzt, das separate Becken zu 92 % und die Trockenlagerung zu 45 %. Die gelagerte Brennstoffmenge wurde mit insgesamt 10.149 Brennelementen bzw. 1760 Tonnen Uran angegeben, die Neuproduktion abgebrannter Elemente mit etwa 700 pro Jahr. Somit lagerten im März 2010 rechnerisch die verbrauchten Brennelemente aus 14 ½ Jahren Betrieb auf dem Kraftwerksgelände.
Im März 2011 lagerten auf dem Gelände des Kraftwerks insgesamt rund 14.700  Brennelemente mit einer Masse an Kernbrennstoff von rund 2.500 Tonnen. In den Reaktorkernen und den einzelnen Becken befand sich folgende Anzahl an Brennelementen:
| Lagerort         | Brennelemente im Reaktorkern | Brennelemente im Abklingbecken | unbenutzte Brennelemente | Volumen des Abklingbeckens |
| ---------------- | ---------------------------- | ------------------------------ | ------------------------ | -------------------------- |
| Block 1          | 400                          | 292                            | 100                      | 1.020 m³                   |
| Block 2          | 548                          | 587                            | 28                       | 1.425 m³                   |
| Block 3          | 548                          | 514                            | 52                       | 1.425 m³                   |
| Block 4          | 0                            | 1.331                          | 202                      | 1.425 m³                   |
| Block 5          | 548                          | 946                            | 48                       | 1.425 m³                   |
| Block 6          | 764                          | 876                            | 64                       | 1.497 m³                   |
| separates Becken |                              | 6.375                          |                          | 3.828 m³                   |
| Summe            | 2.808                        | 10.921                         | 494                      | 12.045 m³                  |

Ein einzelnes Brennelement besteht aus 63 Brennstäben mit je 3685 mm Länge und wiegt je nach Reaktor etwa 170 bis 173 kg.

## Risiken des Kraftwerkstyps
Der Sicherheitsbehälter Mark I von General Electric, der in Fukushima I verwendet wurde, hat nach Ansicht verschiedener Experten eine unzureichende Kapazität zum Druckabbau innerhalb des Sicherheitsbehälters. Ein Sicherheitsexperte der Atomic Energy Commission (AEC) der USA forderte deshalb 1971, den Einbau dieses Systems zu beenden und zu verbieten. Ein Verbot lehnte die AEC-Führung 1972 ab, da es die Atomindustrie der USA beenden könne. 1976 kündigten drei hochrangige Ingenieure bei General Electric wegen Sicherheitsbedenken zu Mark I. Einer davon, Dale Bridenbaugh, hielt die Auslegung des Mark I bei schweren Unfällen für unzureichend, regte einen Baustopp während der Fehleranalyse an und kündigte, nachdem General Electric diesen ablehnte. Seines Wissens habe man die von ihm aufgewiesenen Konzept-Mängel in Fukushima I jedoch berücksichtigt. Der Sicherheitsbehälter sei keine direkte Unfallursache, aber in dem eingetretenen Fall von Erdbeben und Tsunami weniger „vergebend“ als andere Reaktorentypen gewesen.
1985 stellte die für Kernkraftsicherheit in den USA zuständige Nuclear Regulatory Commission (NRC) fest, dass der Mark I in den ersten Stunden nach einer Kernschmelze versagen würde; ein NRC-Vertreter hielt dieses Versagen 1986 für zu 90 % wahrscheinlich. Daraufhin wurde ein Ventilsystem entwickelt und in alle Mark-I-Behälter eingebaut, das es erlaubt, radioaktiven Wasserdampf ungefiltert in die Atmosphäre zu entlassen.
Filmemacher Adam Curtis hatte in einer Dokumentationsserie der BBC 1992 auf Risiken im Kühlsystem von Siedewasserreaktoren wie denen in Fukushima I hingewiesen, die seit 1971 bekannt waren.
Die Bauweise des in Fukushima I übernommenen Kraftwerkkonzepts, bei dem sich jeweils ein Abklingbecken neben dem Sicherheitsbehälter befindet, wird seit den Unfällen vom März 2011 verstärkt kritisiert, da sie die Gefahr von Beschädigungen und radioaktiven Emissionen erheblich vergrößere. In Fukushima wurden diese Becken übermäßig für die Lagerung alter Brennelemente genutzt. Japanische Atomaufseher hielten dies für eine Fehlentscheidung; Investitionen in sicherere Möglichkeiten der Unterbringung seien unterlassen worden.
Bei den Unfällen im März 2011 spielten diese Risiken laut Untersuchungen der japanischen Atomaufsichtsbehörde und der Internationalen Atomenergie-Organisation keine Rolle:
- Die Notkühlsysteme und der Druckabbau im Sicherheitsbehälter funktionierten bei allen Reaktoren einwandfrei, solange die Stromversorgung existierte,[43][44] mit Ausnahme eines vermutlich vom Erdbeben beschädigten Reservesystems (HPCI) in Block 3.[45] Ohne Stromversorgung zur Ansteuerung von Ventilen wäre auch ein leistungsfähigeres Druckabbausystem bzw. ein zuverlässigeres Notkühlsystem nutzlos gewesen.
- Die zusätzlichen Ventile für eine ungefilterte Entlüftung des Sicherheitsbehälters waren in Fukushima nachgerüstet worden und kamen während der Unfälle in den Blöcken 1 bis 3 zum Einsatz. Dabei erwies es sich als hinderlich, dass auch bei diesem verbesserten System nicht an einen völligen Stromausfall gedacht worden war.[43][44]
- Die Situation in den Abklingbecken war entgegen ersten Vermutungen unkritisch: Die Becken blieben trotz Erdbeben, Explosionen und Reaktorschäden intakt; die darin gelagerten Brennelemente wurden höchstwahrscheinlich nicht oder kaum beschädigt.[43]

## Konstruktionsmängel des Kraftwerks
Nach der Katastrophe im März 2011 wurden verschiedene Konstruktionsmängel dieses Kraftwerks bekannt, auf die Ingenieure, Seismologen und Aufsichtsbehörden seit langem hingewiesen hatten.
Nach Aussage des Ingenieurs Shiro Ogura, der am Bau von fünf der sechs Blöcke beteiligt war, wurden die für US-Standorte konzipierten Baupläne von General Electric beim Bau von Reaktorblock 1 ab 1967 unkritisch übernommen. Erst bei den weiteren Reaktorblöcken habe man diese Bauweise den japanischen Gegebenheiten angepasst. Auch dabei habe man die Gefahr von Tsunamis an diesem Küstenstandort nicht berücksichtigt. Erst 2007 habe man diese in Betracht gezogen und die Konstruktionsvorgaben überarbeitet. Die Kühlsysteme seien jedoch nach Vorgaben der Betreiberfirma nur für Erdbeben von maximal Stärke 8 ausgelegt worden. Ein stärkeres Erdbeben habe niemand für möglich gehalten. Mangelnde Sicherheitsvorkehrungen habe er nie kritisiert.
Die am Bauplatz ursprünglich etwa 35 Meter hohe Klippe wurde für die Errichtung der Kraftwerke bis auf nur noch 10 Meter (Blöcke 1 bis 4) bzw. 13 Meter (Blöcke 5 und 6) abgetragen. Ein Hauptgrund dafür soll laut Veröffentlichungen von Tepco-Ingenieuren aus den späten 60er Jahren die Kostenersparnis für die Meerwasserpumpen durch die geringere Förderhöhe gewesen sein. Nach dem Unglück vom März 2011 sagte Masatoshi Toyota, Tepcos früherer Vizepräsident und in dieser Funktion hauptverantwortlich beim Bau von Block 1, ein weiterer Grund für die Abtragung sei höhere Erdbebensicherheit gewesen, da das verbleibende Grundgestein stabiler als die abgetragene Deckschicht gewesen sei. Tatsächlich ist es gängige Praxis, Kernkraftwerke zur Erhöhung der Erdbebensicherheit direkt auf den gewachsenen Fels zu setzen. Als dritten Grund nannte Toyota die geplante Anlieferung der mit 500 Tonnen sehr schweren Druckbehälter per Schiff. Der Tsunami vom 11. März 2011 erreichte in der Spitze eine Höhe von etwa 14 bis 15 Metern über dem Meer.
Der Ingenieur Mitsuhiko Tanaka war 1974 am Bau eines Stahldruckkessels für Hitachi führend beteiligt, der sich heute im Reaktorblock 4 befindet. Er erklärte im März 2011, der Kessel habe sich bei der Herstellung verzogen. Er habe geholfen, dies zu vertuschen, um die gesetzlich verlangte Verschrottung des 250 Millionen US-Dollar teuren Kessels zu umgehen. Dafür habe er einen hohen Jahresbonus und eine Verdienstmedaille von der Firma erhalten. 1988, zwei Jahre nach der Katastrophe von Tschernobyl, habe er den Konstruktionsfehler des Kessels der Regierung Japans gemeldet. Hitachi habe seinen Bericht bestritten, und die Regierung habe eine Untersuchung abgelehnt. Seit einem Treffen mit Tanaka 1988 hielt Hitachi daran fest, dass der Kessel kein Sicherheitsproblem darstelle.
Beim Bau von Fukushima I wurden die Notstromgeneratoren im Untergeschoss der Turbinengebäude auf der Meerseite der Reaktorgebäude angebracht. Diese Turbinengebäude waren nicht ausreichend wassergeschützt, so dass der Tsunami die Notstromgeneratoren darin überschwemmte und sie ebenso wie die Meerwasser-Kühlpumpen ausfielen. Anders als in später errichteten Kraftwerken verblieben sowohl die Notstromgeneratoren, als auch die Meerwasser-Kühlpumpen an der ungeschützten Stelle, obwohl eine Tepco-interne Untersuchung dies als Sicherheitsrisiko einschätzte. Nach Aussagen früherer Tepco-Mitarbeiter wurde ihre Platzierung in den 1970er und 1980er Jahren, als der Erdbebenschutz der Reaktorgebäude verbessert wurde, nicht berücksichtigt, da diese keinen Platz zur Aufnahme der Notstromgeneratoren hatten. Auch die Kühlpumpen hätte man nur zusammen mit verschiedenen Rohren darunter verlegen können. Die dazu nötigen Umbaumaßnahmen habe damals niemand erwogen; sie seien aus Kostengründen und um keine Fehlentscheidung eingestehen zu müssen unterblieben. Fukushima I sei ein „Übungskurs für Toshiba und Hitachi gewesen, um auf der Basis von Versuch und Irrtum General Electrics Kraftwerksdesign kennenzulernen“.
Der Einbau eines Systems zur Vermeidung der fatalen Knallgasexplosionen war 1992–96 von der Schweizer Ingenieurunternehmung Elektrowatt ausgearbeitet und offeriert, jedoch nie ausgeführt worden. (Vgl. auch die sogenannte Töpfer-Kerze.)

## Mangelnder Schutz vor Erdbeben und Tsunamis
Die NRC warnte 1990 auch vor dem Ausfall von Notstromgeneratoren und damit der Kühlsysteme von Kraftwerken, die in für Erdbeben anfälligen Gebieten stehen. Sie bezeichnete diesen Ausfall als eines der wahrscheinlichsten Risiken. Die NISA zitierte diesen Bericht 2004. Laut Jun Tateno, einem früher zur Japanischen Atomenergie-Agentur gehörigen Wissenschaftler, habe Tepco nicht auf diese Warnungen reagiert und keine entsprechenden Maßnahmen ergriffen. Nach dem Erdbeben am 11. März 2011 funktionierten alle zwölf verfügbaren Notstromgeneratoren in Fukushima I einwandfrei.
2005 und 2007 kam es zu Störfällen in drei japanischen Kernkraftwerken durch Erdbeben, deren Stärke bei der Auslegung von Reaktoren nicht einkalkuliert worden war. Der Seismologe Katsuhiko Ishibashi analysierte diese Fälle und warnte 2007 vor der „fundamentalen Verletzbarkeit“ japanischer Kernkraftwerke bei Erdbeben, deren zunehmende Stärke und Häufigkeit beim Bau vieler Kraftwerke in den 1970er Jahren schwer unterschätzt worden sei. Ishibashi mahnte damals fundamentale Verbesserungen der Sicherheitsstandards für japanische Kernkraftwerke an. Nach den Unfällen 2011 kritisierte er, die Atompolitik habe seit 2007 nichts dazugelernt. Auch die japanische Energiewirtschaft und akademische Elite hätten die Warnungen ignoriert. Laut General Electric sollen jedoch alle sechs Reaktoren die Sicherheitsanforderungen der Nuclear Regulatory Commission für Erdbeben erfüllt haben.
Nach dem Erdbeben vom 16. Juli 2007 mit der Stärke 6,6 hatte Tepco die Standorte seiner Kraftwerke geologisch prüfen lassen, um ihre Belastbarkeit bei Erdbeben und Tsunamis festzustellen. Infolge dieser Prüfung wurde bei Fukushima I eine Schutzmauer von 5,7 m Höhe gegen Tsunamis errichtet. Einige Notstromgeneratoren befanden sich jedoch auf Bodenhöhe direkt am Meeresufer und waren unzureichend vor Überflutung geschützt.
Der am Bau der Fukushima-I-Reaktoren beteiligte Ingenieur Masashi Goto erklärte, die Sicherheitsrichtlinien der Regierung hätten keinen Ersatz für den Ausfall von Notstromgeneratoren verlangt. Sie hätten von den Firmen nur eine freiwillige Anstrengung erbeten, die Containment-Kessel erdbebensicher zu bauen. Sie hätten nie mit einem Worst-case-Szenario gerechnet. Die Atomsicherheitskommission Japans hatte 2009 gefordert, bei jedem Kernkraftwerk eine stationäre Feuerwehr bereitzuhalten, um Feuer nach Erdbeben sofort bekämpfen zu können. Eine solche Feuerwehr war in Fukushima I vorhanden und leistete wertvolle Hilfe bei den Rettungsmaßnahmen.
Tatsuya Ito, ein früherer Abgeordneter der Präfektur Fukushima im Nationalparlament, erklärte, er habe den Firmenvorstand von Tepco seit 2003 mindestens 20 Mal bei direkten Treffen vor der Tsunamigefahr gewarnt. 2002 habe ein von der Firma selbst angeforderter Bericht der Japan Society of Civil Engineers das Szenario eines Tsunamis nach einem Erdbeben der Stärke 9,5 beschrieben. 2005 habe er deshalb an den Präsidenten von Tepco einen Brief geschrieben. Die Firma habe jedoch alle Warnungen missachtet.
Der Seismologe Yukinobu Okamura, Leiter des Erdbebenforschungszentrums (Active Fault and Earthquake Research Center) am AIST, hatte ein Regierungsgremium 2009 vor einem verheerenden Tsunami wie jenem aus dem Jahre 869 gewarnt, doch Tepco lehnte die Warnung „als zu wenig fundiert“ ab.
Bei einer parlamentarischen Anfrage am 26. Mai 2010 hatte NISA-Vertreter Nobuaki Terasaka eingeräumt, dass ein kompletter Stromausfall die Reaktorkerne partiell schmelzen lassen und so die Kühlung ihrer Kernbrennstäbe unmöglich machen könne. Daher hätten die Betreiber die Kraftwerke mit vielen Ersatzstromquellen gesichert, die einen Stromausfall innerhalb weniger Stunden kompensieren sollten. Jun Tateno erklärte dazu, mit einem besseren Schutz dieser Ersatzgeneratoren auch gegen außergewöhnlich starke Erdbeben und hohe Tsunamis wären die Unfälle vom März 2011 vermeidbar gewesen.
Die IAEO übte in ihrem Untersuchungsbericht zu den Unfällen vom März 2011 deutliche Kritik an den Sicherheitsvorgaben der japanischen Behörden. Die nach jahrelanger Arbeit 2006 von der Nuclear Safety Commission of Japan veröffentlichten Richtlinien seien unverbindlich und enthielten keine brauchbaren Methoden zur Neuprüfung der Kraftwerke. Es habe keine effektiven Vorschriften für die Tsunamisicherheit von Kernkraftwerken gegeben.

## Störfälle und mangelnde Kontrollen
2002 wurde bekannt, dass Firmenvertreter über 16 Jahre lang Reparaturberichte über Tepcos Kernkraftwerke gefälscht und den Aufsichtsbehörden in hunderten Fällen sicherheitsrelevante Vorfälle verschwiegen hatten. Daraufhin gab der Vorstand von Tepco die Fälschungen zu, trat zurück und wurde von der Regierung ersetzt. Alle Tepco-Kernkraftwerke wurden heruntergefahren und drei Wochen lang überprüft. Am 16. Mai 2003 wurde Fukushima I erneut angefahren.
Seit dem Vorstandswechsel 2002 kam es in Fukushima I zu mindestens sechs Notabschaltungen und einer siebenstündigen kritischen Reaktion in Reaktorblock 3. Auch diese Vorfälle wurden verschwiegen.
Am 25. Mai 2008 versagten bei einem Test in Reaktorblock 6 mehrere Notkühlsysteme. Die NISA stufte den Vorfall
als „Störung“ (Stufe 1) auf der internationalen Bewertungsskala für nukleare Ereignisse ein.
Wie am 21. März 2011 bekannt wurde, hatte die NISA am 1. März Tepco erhebliche Mängel bei Inspektion und Wartung nachgewiesen: 33 Geräte und Maschinen in Fukushima I, darunter die Kühlpumpen, Dieselgeneratoren und Temperaturkontrollventile der Reaktorblöcke, waren seit elf Jahren nicht sorgfältig kontrolliert worden. Die NISA hatte Tepco eine Frist bis zum 2. Juni 2011 gesetzt, um einen Korrekturplan auszuarbeiten.

## Unfälle ab dem 11. März 2011

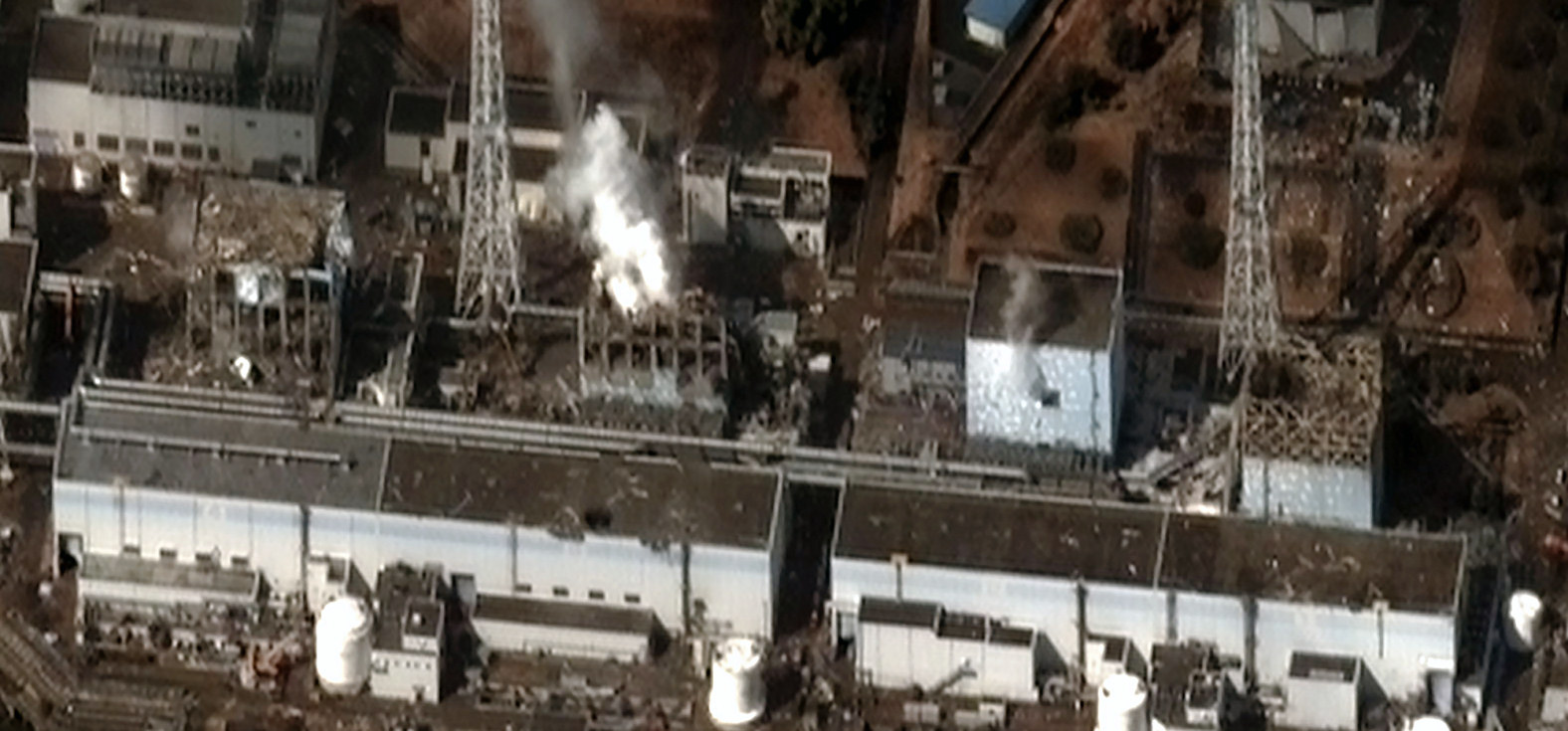
Zustand der Reaktorblöcke 1 bis 4 (von rechts nach links) am 16. März 2011 nach mehreren Explosionen und Bränden

Infolge des Tōhoku-Erdbebens am 11. März 2011 und des nachfolgenden Tsunamis fiel die elektrische Energieversorgung des Kraftwerks aus, so dass die Reaktorkerne und gelagerten Brennstäbe mangelhaft gekühlt wurden. Dies führte zu einer Unfallserie mit mehreren Kernschmelzen, bei der die Reaktorblöcke 1 bis 4 zerstört und erhebliche Mengen radioaktiver Stoffe freigesetzt wurden. Zwei Arbeiter im Kraftwerk starben durch das Erdbeben; mindestens hundert erhielten Strahlenbelastungen über 100 Millisievert.
Zunächst wurde ein Gebiet im Umkreis von zwanzig Kilometern mit 70.000 bis 80.000 Anwohnern evakuiert, später vorübergehend noch einige weiter entfernte Orte mit besonders hoher radioaktiver Belastung. Landwirtschaftliche Erzeugnisse, Böden, Leitungswasser, Meerwasser und Meerestiere im weiten Umkreis wurden mit radioaktiven Stoffen kontaminiert; teilweise wurden dabei die gesetzlichen Grenzwerte um ein Vielfaches überschritten.
Im Verlauf der Unfallserie stufte die japanische Atomaufsichtsbehörde die Vorfälle in den Reaktorblöcken 1 bis 3 auf der Internationalen Bewertungsskala für nukleare Ereignisse zunächst vorläufig als Stufe 4 („Unfall“) und dann als Stufe 5 („ernster Unfall“) ein. Später kam sie auf Grundlage der geschätzten Menge an freigesetzten radioaktiven Stoffen zu einer – immer noch vorläufigen – Einordnung in die Höchststufe 7 („katastrophaler Unfall“).

## Fotos

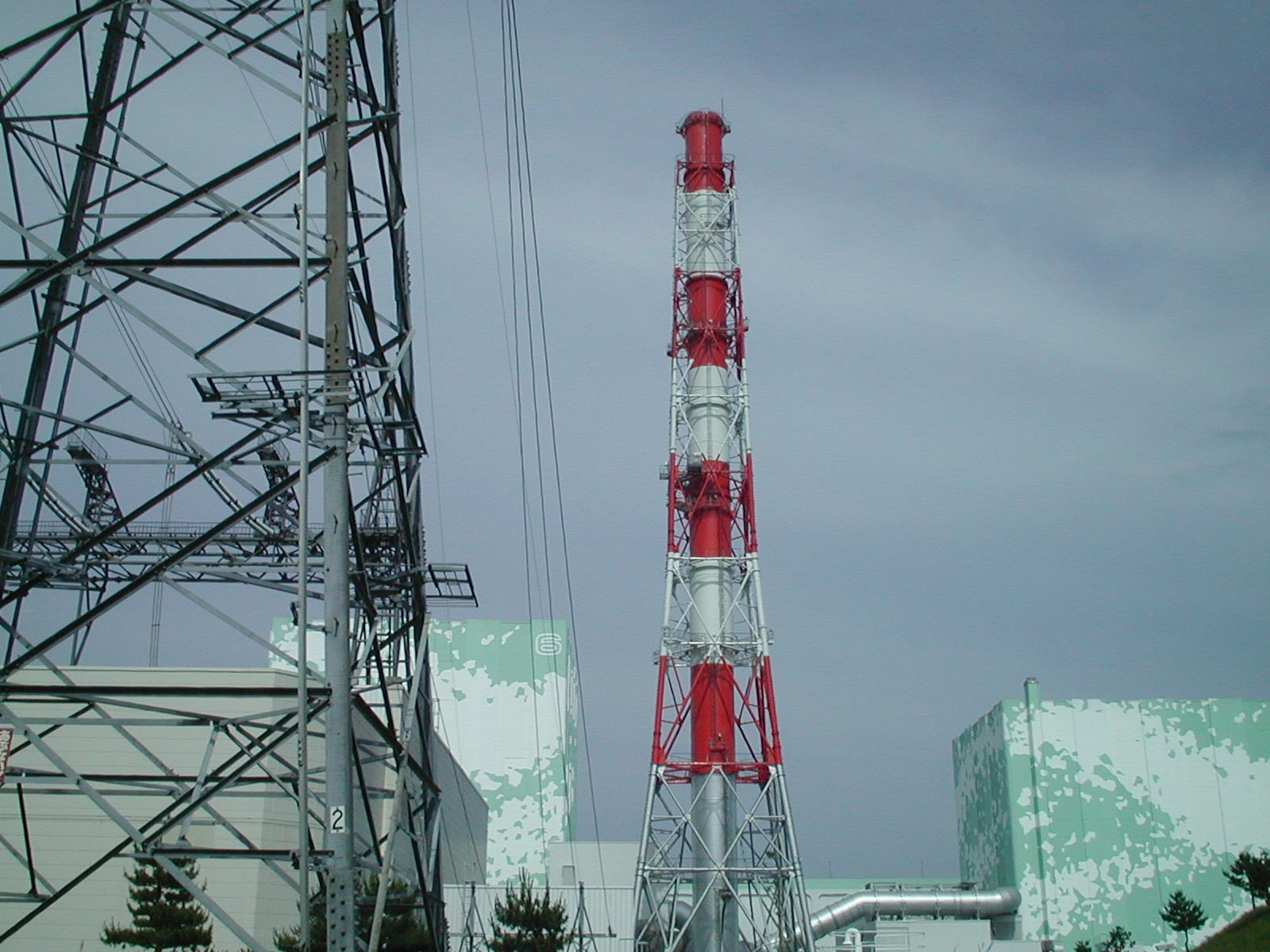
Reaktorgebäude 5 und 6 (1999)
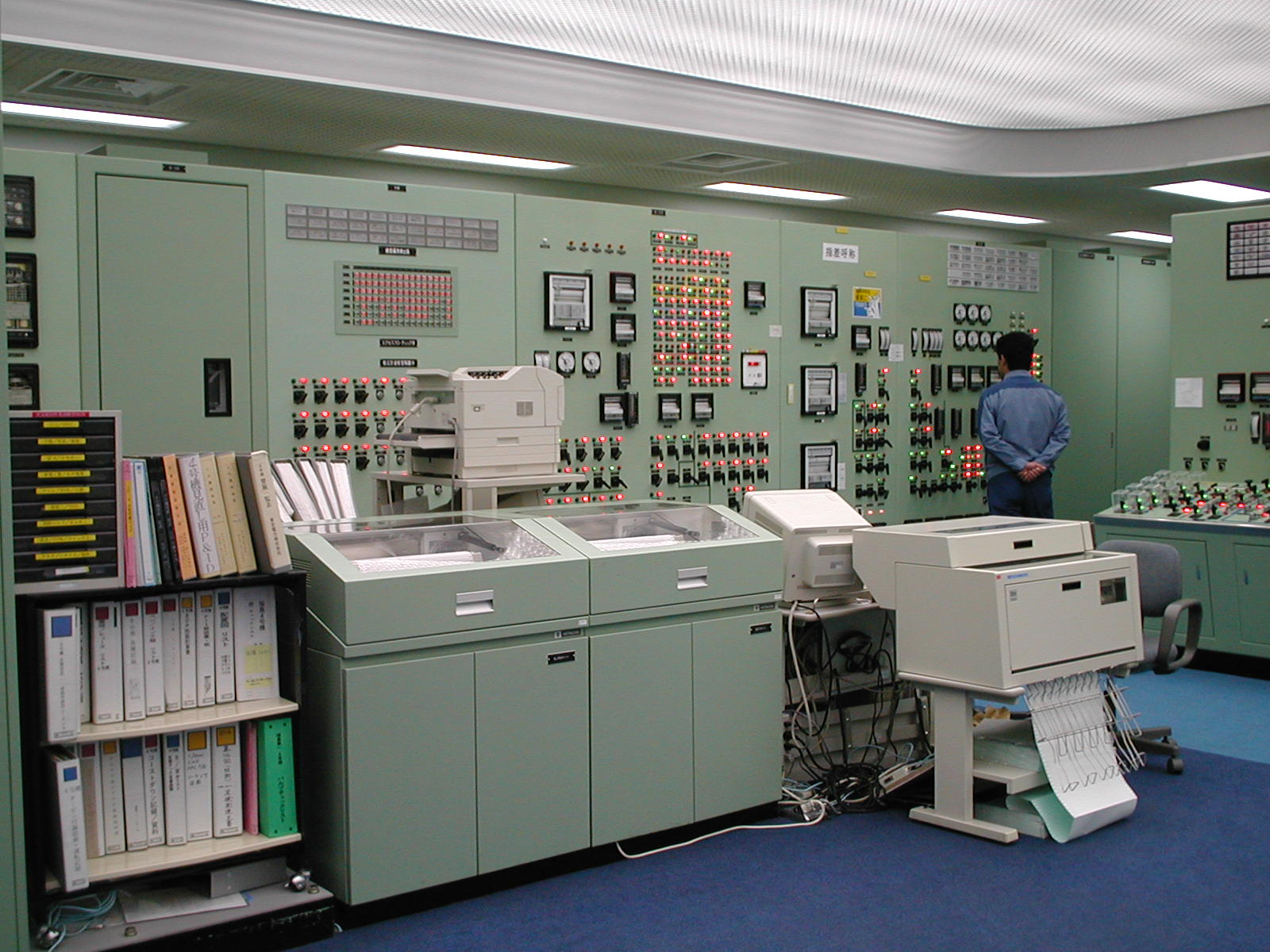
Leitstand (1999)
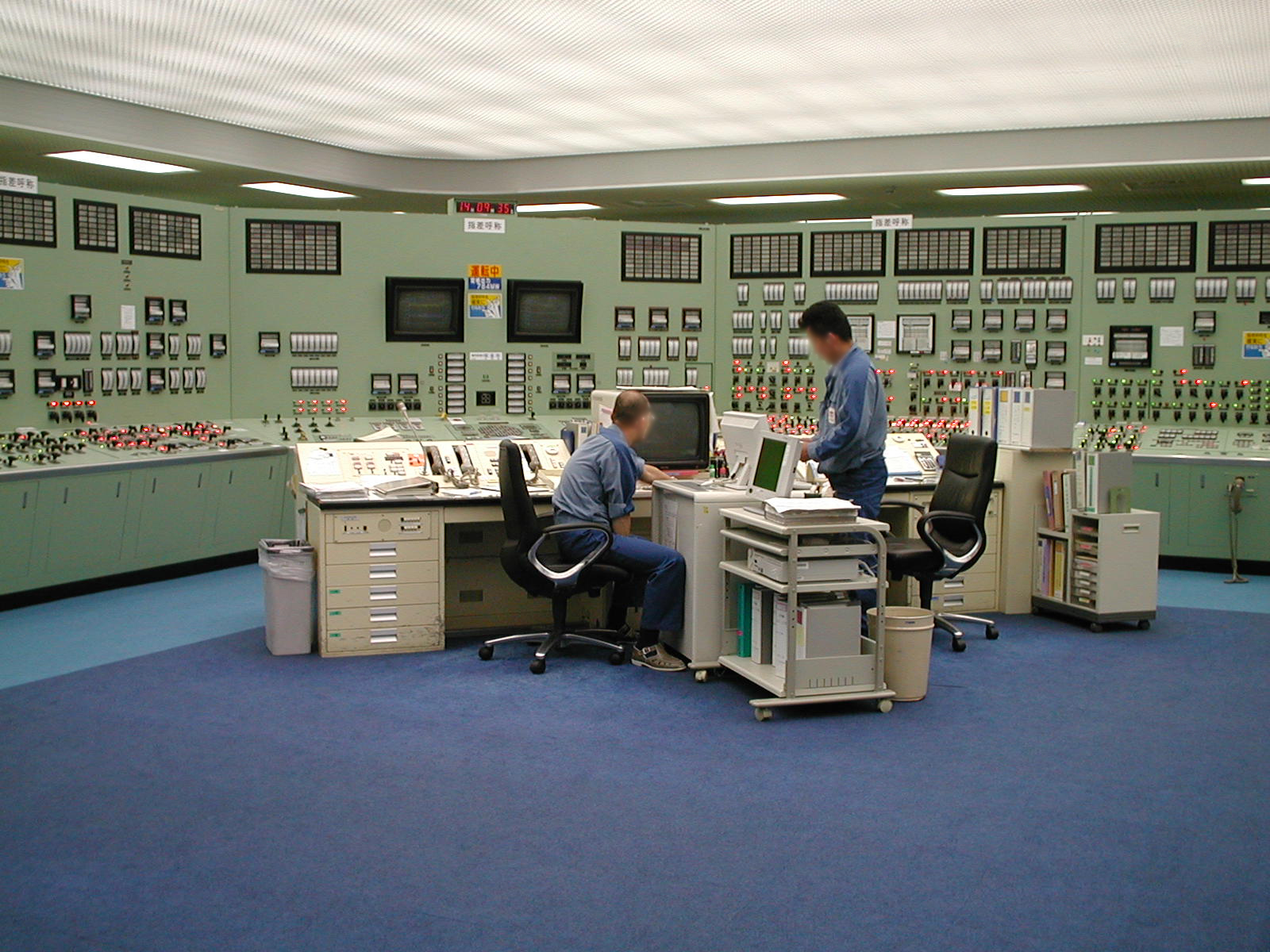
Leitstand (1999)
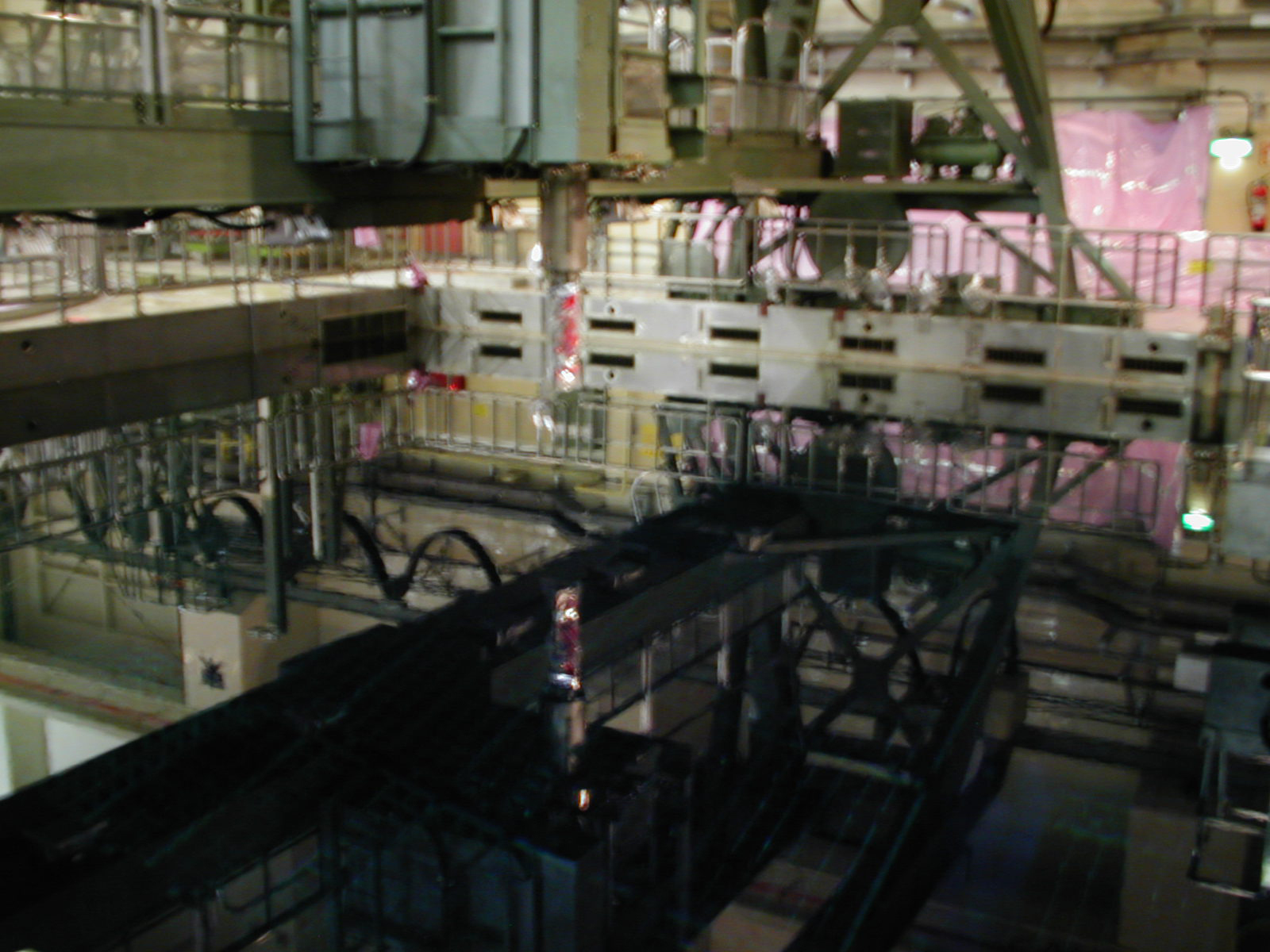
Abklingbecken mit Spiegelbild des Verladekrans (1999)
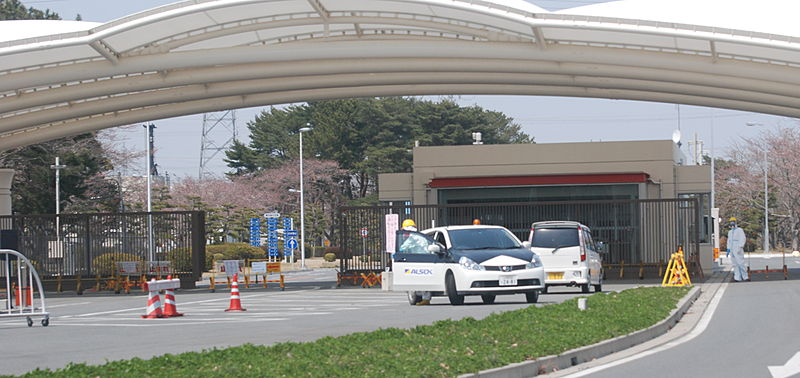
Haupteingang (April 2011)